# Los Limones, Oaxaca
Los Limones är en ort i Mexiko.   Den ligger i kommunen San Pedro Mixtepec -Dto. 22 - och delstaten Oaxaca, i den sydöstra delen av landet, 400 km sydost om huvudstaden Mexico City. Los Limones ligger 97 meter över havet och antalet invånare är 235.
Terrängen runt Los Limones är kuperad åt nordost, men åt sydväst är den platt. Runt Los Limones är det glesbefolkat, med 9 invånare per kvadratkilometer. Närmaste större samhälle är Puerto Escondido, 6,5 km söder om Los Limones. Omgivningarna runt Los Limones är en mosaik av jordbruksmark och naturlig växtlighet.